# Guerra contra as gangues em El Salvador
A guerra contra as gangues (em castelhano:  Guerra contra las pandillas) ou repressão das gangues salvadorenhas, referida em El Salvador como Régimen de Exception, começou em março de 2022, quando o governo salvadorenho inicialmente responsabilizou a gangue Mara Salvatrucha por uma onda de homicídios entre 25 e 27 de março de 2022, na qual 88 pessoas foram mortas. Em resposta, a Assembleia Legislativa Salvadorenha aprovou um regime de exceção a pedido do Presidente Nayib Bukele, que permite a suspensão de garantias constitucionais, como a liberdade de associação e assessoria jurídica, o direito à inviolabilidade da correspondência e o direito à defesa, aumentou-se o tempo de detenção administrativa sem acusações de três para quinze dias, entre outras medidas que ampliaram os poderes das forças de segurança salvadorenhas.
Desde a declaração do estado de emergência, um total de 50.272 pessoas foram presas em 19 de agosto de 2022, o que superlotou as prisões de El Salvador. Internamente, a repressão tem sido popular entre os salvadorenhos cansados da violência das gangues. No entanto, grupos de direitos humanos criticaram o fato de as prisões serem arbitrárias e pouco relacionadas à violência de gangues, e representantes do governo dos Estados Unidos expressaram preocupação com a violência no país e os métodos usados para combatê-la; esses comentários foram criticados pelo presidente salvadorenho Nayib Bukele.